# Alberto Araya Lampe
Alberto Araya Lampe (Valparaíso, 17 de enero de 1902-Santiago, ¿?) fue un médico cirujano y político chileno, que se desempeñó como ministro de Salud Pública y Previsión Social de su país, durante el segundo gobierno del presidente Carlos Ibáñez del Campo entre julio y agosto de 1954.

## Biografía

### Familia y estudios
Nació en la ciudad chilena de Valparaíso, hijo de José Luis Araya y Luisa Lampe. Realizó sus estudios superiores en la Facultad de Medicina de la Universidad de Chile, titulándose en 1927, con la tesis Contribución al estudio de la meningitis cerebroespinal en Chile.
Se casó en Santiago de Chile el 19 de mayo de 1941 con la inmigrante francesa Marie Madelaine Line de Barre.

### Carrera profesional y política
Se dedicó a ejercer libremente su profesión en Santiago. Fue miembro de la Federación Santiago Watt, siendo su presidente. Entre 1929 y 1931, militó en el movimiento político Confederación Republicana de Acción Cívica de Obreros y Empleados de Chile (CRAC), del cual se presentó como candidato a diputado por Santiago en las elecciones parlamentarias de 1930, sin resultar electo
El 4 de julio de 1956, fue nombrado en el marco del segundo gobierno del presidente Carlos Ibáñez del Campo, como titular Ministerio de Salud Pública y Previsión Social, cargo que ocupó hasta el 27 de agosto de ese año.